# Nexon
Nexon (koreanska:넥슨) är en sydkoreansk datorspelsutvecklare och utgivare av onlinespel och MMORPG:s. Huvudkontoret är placerat i Seoul, Sydkorea och globala kontor finns bland annat i Tokyo, Los Angeles och London.

## Historia
Nexon publicerade sin första speltitel, Nexus: The Kingdom of the Winds, under 1996 och var det första grafiska MMORPG-spelet. År 2001 släppte Nexon MMO Real-Time Strategy-spelet Shattered Galaxy som vann Seumas McNally Grand Prize under Game Developers Conference.
Under 2003 skapade Wizet det väldigt framgångsrika MMORPG-spelet Maplestory som senare kom att ha servrar i Sydkorea, Hongkong, Taiwan, Thailand, Sydostasien, Nord- och Sydamerika, Europa och Vietnam. Wizet gick sedan ihop med Nexon och styrde gemensamt Maplestory. Med över 92 miljoner spelare placeras Maplestory bland de populäraste MMORPG-spelen i världen.

## Avdelningar
Företaget är uppdelat i olika avdelningar som ansvarar för företagets verksamhet inom ett visst område.
- Nexon Korea: Det ursprungliga företaget som är ett av de största spelutvecklarna i Sydkorea.
- Nexon Japan: Agerar som Nexons spelutgivare i Japan och är en av de större utgivarna i landet.
- Nexon America: Bildades genom en fusion med Wizet, vilket möjliggjorde publicering även i Nordamerika.
- Nexon Europe: Den yngsta avdelningen som ansvarar för distributionen i Europa.